# SDSS J112127.16+024727.2
SDSS J112127.16+024727.2 ist eine Galaxie im Sternbild Löwe auf der Ekliptik, die schätzungsweise 585 Millionen Lichtjahre von der Milchstraße entfernt ist. 

Im selben Himmelsareal befindet sich u. a. die Galaxie NGC 3644.